# Židovský hřbitov v Berouně
Židovský hřbitov leží v Berouně v ulici Pod Homolkou naproti sportovnímu centru. Založený byl v roce 1886 a spolu s hřbitovem vzniklo i pohřební bratrstvo.
Dochovalo se zde kolem 120 náhrobních kamenů a hřbitovní dům, dnes čp. 186, sloužící kdysi hrobníkovi k bydlení a jako obřadní síň. Na fasádě objektu je dosud čitelný nápis Co jste vy, byli jsme i my, co jsme my, budete i vy. Dosti nezvykle na české země se využíval i po 2. světové válce, nicméně i tak není využita více než polovina celkem rozlehlého areálu.
Až v prvním desetiletí 21. století došlo k rekultivaci plochy hřbitova, jež byla předtím léta využívána zahrádkáři. Ve městě se také nacházela modlitebna.

## Galerie

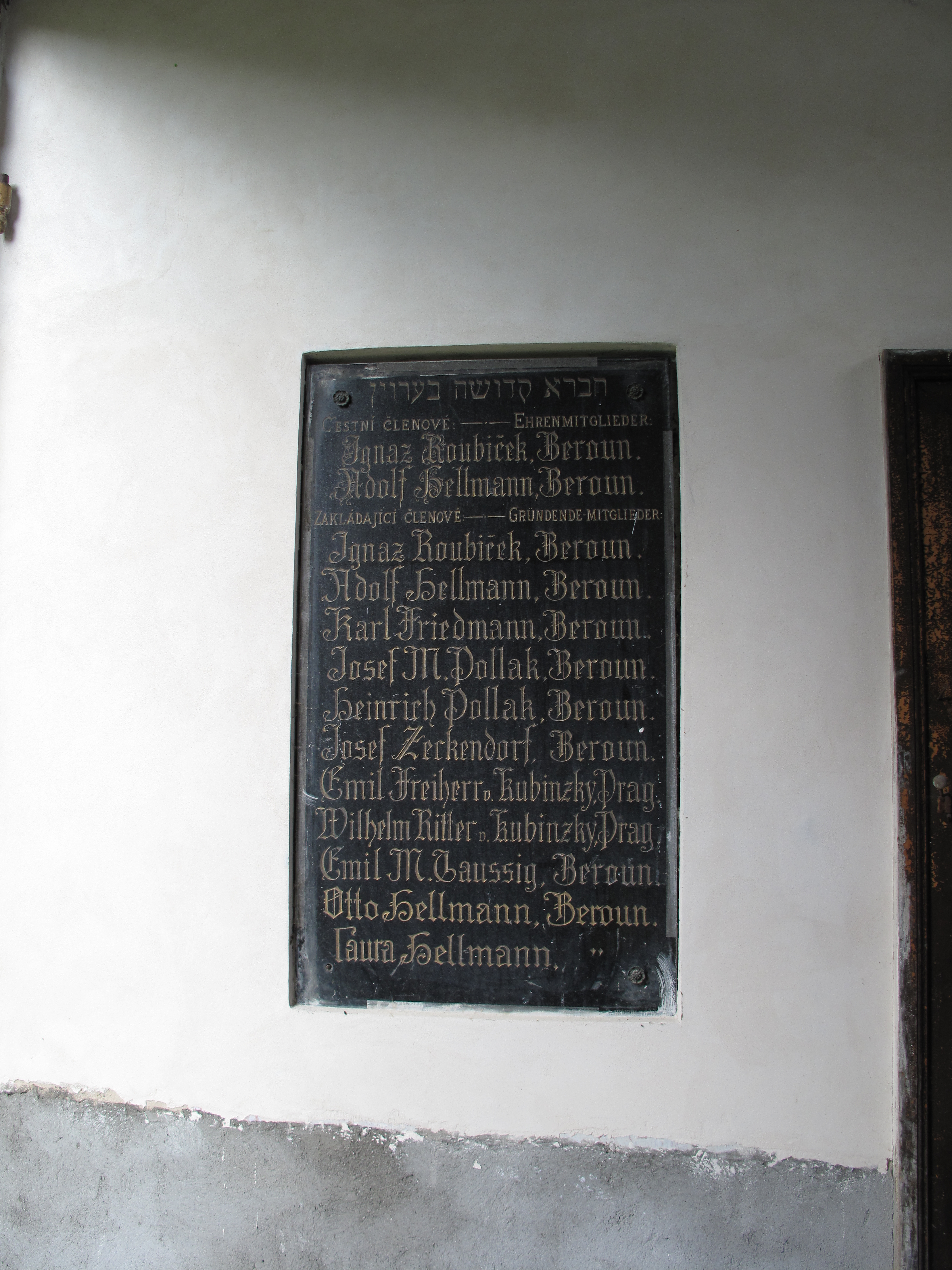
Pamětní deska
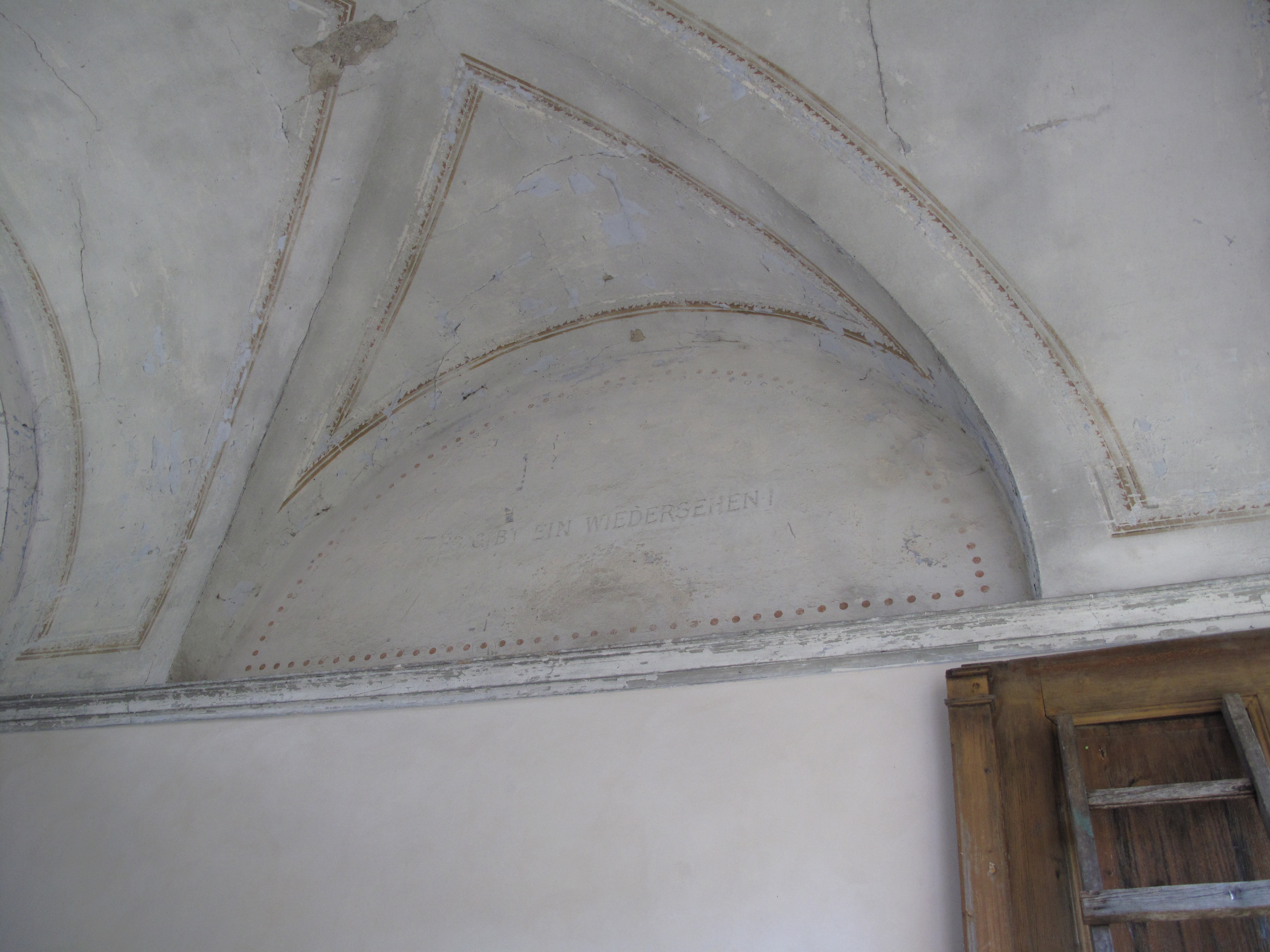
Luneta v domě s nápisem
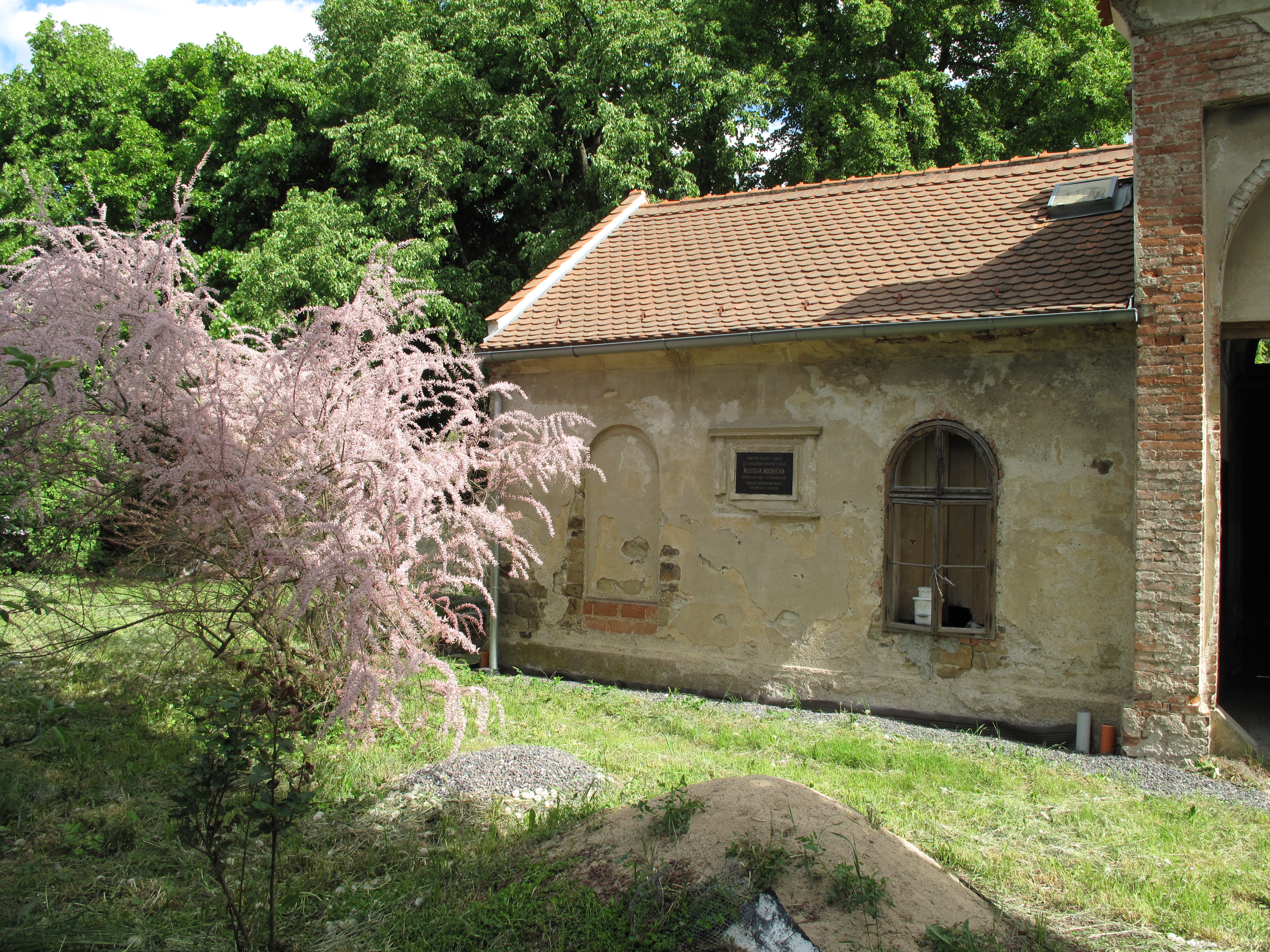
Bývalá obřadní místnost
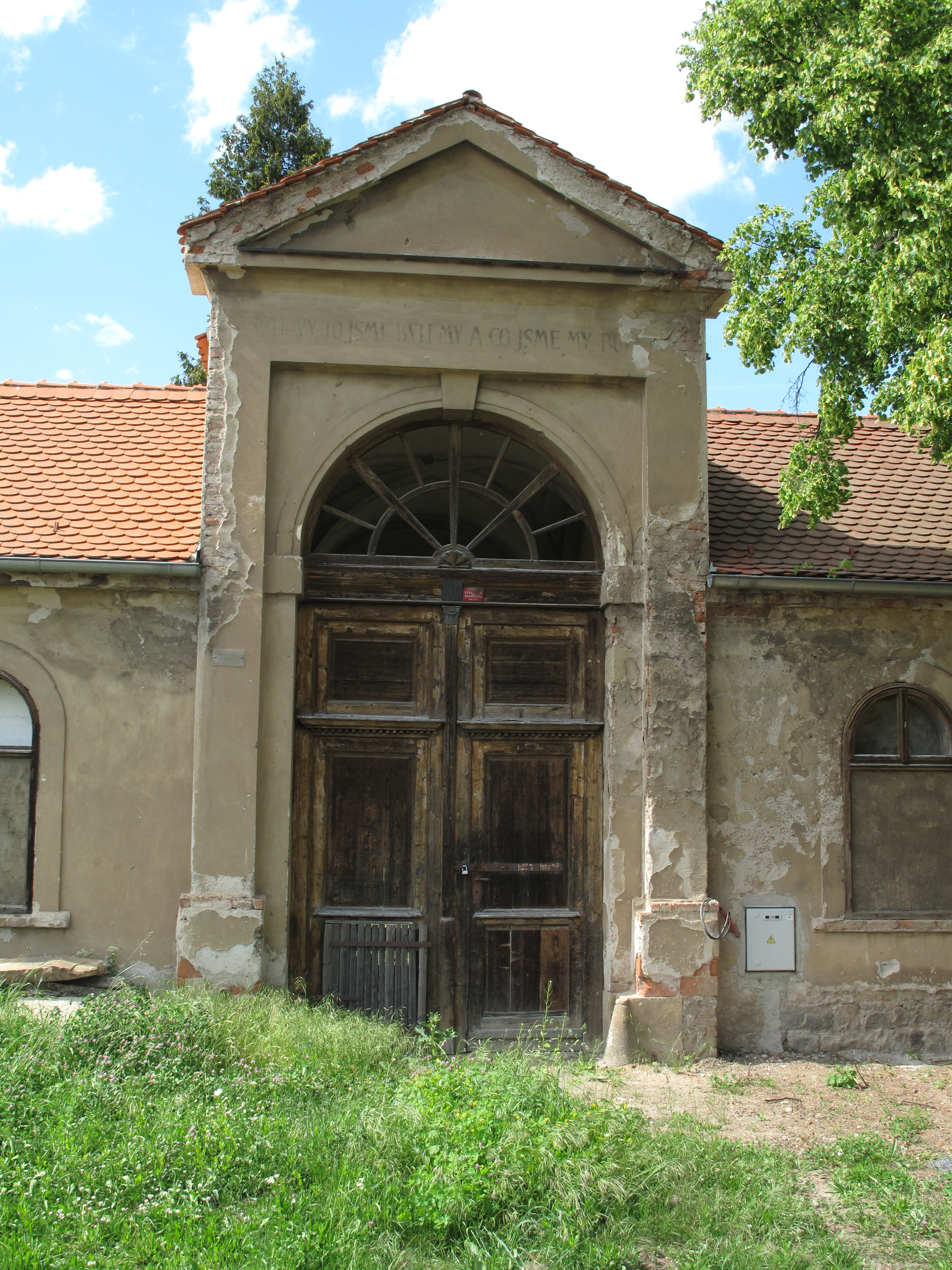
Vstupní brána